# Leif Cassel
Leif Delling Cassel, född 8 december 1906 i Djursholm, död 24 december 1988 i Karlstad, var en svensk lantbrukare, politiker, riksdagsman och förste vice ordförande i Högerpartiet 1956–1965.
Leif Cassel blev juris kandidat 1930, gjorde tingstjänstgöring 1930–1932 och var länsnotarie i Jönköpings län 1933–1947. Därefter blev han jordbrukare; från 1947 till 1970 brukade han Gunneruds gård i Alsters socken nära Karlstad.
Cassel var 1950–1952 ledamot av riksdagens första kammare samt 1953–1970 ledamot av andra kammaren där han också innehade posten som 2:e vice talman åren 1965–1970. Han invaldes 1961 som hedersledamot i Föreningen Heimdal.
Åren 1951-1971 var han förbundsordförande för Värmlands Högerförbund (från 1969 benämnt Moderata Samlingspartiet i Värmland). 
Leif Cassel var son till professor Gustav Cassel och Johanna Cassel, född Björnsson-Möller. Han gifte sig 10 februari 1931 med Lisa Öhlin.